# The Real New Fall LP
The Real New Fall LP — двадцать четвёртый студийный альбом британской рок-группы The Fall, выпущенный в октябре 2003 года в Великобритании записывающей компанией Action Records. В 2004 году альбом вышел в США на Narnack Records с несколько изменённым списком композиций.

## Об альбоме
Первоначально альбом предполагалось назвать Country on the Click. Однако треки, записанные в декабре 2002 — январе 2002 годов и смикшированные Грантом Шоубизом и Джимом Уоттсом, в феврале 2003 года появились в Интернете. После этого Марк Э. Смит частично ремикшировал, перезаписал и перегруппировал альбом, выпустив его как «Настоящий альбом The Fall». Первоначальный вариант заголовка сохранился на «ребре» CD.

## Список композиций

### Британская версия
1. «Green Eyed Loco-Man» (Mark E. Smith, Jim Watts) — 3:47
2. «Mountain Energei» (Dave Milner, Smith) — 3:22
3. «Theme From Sparta F.C.» (Ben Pritchard, Smith, Watts) — 3:43
4. «Contraflow» (Smith, Watts) — 4:06
5. «Last Commands of Xyralothep Via M.E.S.» (Milner, Smith) — 3:20
6. «Open the Boxoctosis #2» (Smith, Watts) — 3:46
7. «Janet, Johnny + James» (Pritchard, Smith) — 4:15
8. «The Past #2» (Smith, Watts) — 2:20
9. «Loop41 `Houston» (Lee Hazlewood) — 3:20
10. «Mike’s Love Xexagon» (Smith, Watts) — 4:59
11. «Proteinprotection» (Milner, Pritchard, Smith, Watts) — 3:19
12. «Recovery Kit» (Pritchard, Smith) — 3:58

### Американская версия
В США альбом вышел под другой обложкой и с сокращёнными заголовками нескольких песен (в остальном оставленных без изменений). В альбом вошли альтернативные версии «Sparta 2#» и «Recovery Kit 2#». «Mod Mock Goth» и «Portugal» не были включены в британскую версию альбома, но издавались как би-сайды и экстра-треки в британских синглах группы.
1. «Green Eyed» (Mark E. Smith, Jim Watts) — 3:46
2. «Mountain» (Dave Milner, Smith) — 3:22
3. «Sparta 2#» (Ben Pritchard, Smith, Watts) — 3:49
4. «Contraflow» (Smith, Watts) — 4:05
5. «Xralothep» (Milner, Smith) — 3:20
6. «Janet vs. Johnny» (Pritchard, Smith) — 4:15
7. «Boxoctosis» (Smith, Watts) — 3:45
8. «The Past» (Smith, Watts) — 2:19
9. «Mod Mock Goth» (Smith, Elenor Poulou) — 4:12
10. «Protein Protection» (Milner, Pritchard, Smith, Watts) — 3:17
11. «Mike’s Love Hexagon» (Smith, Watts) — 4:59
12. «41.Loop / Houston» (Lee Hazlewood) — 3:28
13. «Portugal» (Smith, Simon Archer, Milner, Poulou, Pritchard) — 3:37
14. «Recovery Kit 2#» (Pritchard, Smith, S. Beswick, Rob Lally) — 4:03

### Оригинальный трек-лист
1. «Theme From Sparta F.C.» (Ben Pritchard, Smith, Watts) — 3:48
2. «Proteinprotection» (Milner, Pritchard, Smith, Watts) — 3:19
3. «Mountain Energei» (Dave Milner, Smith) — 3:29
4. «Contraflow» (Smith, Watts) — 4:41
5. «Green Eyed Loco-Man» (Smith, Watts) — 3:57
6. «Last Commands of Xyralothep Via M.E.S.» (Milner, Smith) — 3:20
7. «Boxoctosis» (Smith, Watts) — 3:40
8. «Ho(e)uston» (Lee Hazlewood) — 3:20
9. «The Past» (Smith, Watts) — 2:20
10. «Mike’s Love Xexagon» (Smith, Watts) — 5:15
11. «Recovery Kit» (Pritchard, Smith) — 4:10
12. «Susan Vs Youthclub» (Dave Milner, Smith) — 3.40

## Участники записи
- Mark E. Smith — вокал
- Ben Pritchard — гитара, бэк-вокал
- Jim Watts — бас-гитара, гитара, программинг
- Dave Milner — ударные, бэк-вокал, вокал («Portugal»)
- Elena Poulou — клавишные, бэк-вокал
- Simon «Ding» Archer — бас-гитара («Green Eyed Loco Man», «Sparta 2#», «Mad Mock Goth», «Portugal»
- S. Beswick — клавишные («Recovery Kit»)
- Ed Blaney — бэк-вокал